# Norberto Ramírez Áreas
Norberto Ramírez Áreas (* 1800 León (Nicaragua); † 11. Juli 1856 ebenda) war Rechtsanwalt, vom 23. September 1840 bis zum 7. Januar 1841 Director Supremo der Provinz El Salvador und vom 1. April 1849 bis 1. April 1851 Director Supremo von Nicaragua.

## Leben
Eine Revolte am 20. September 1840 der Garnison von San Salvador unter der Leitung von Francisco Malespín, zwang Ramírez Vorgänger Antonio José Cañas zum Rücktritt. Malespín hatte versucht, durch Cañas zu regieren, was dieser nicht zuließ. Nachdem José Damián Villacorta das Amt des Supremo Directors zurückgewiesen hatte, übernahm Ramírez die Regierung. Am 10. Dezember 1840 gab es in Santiago Nonualco einen Aufstand der Indigenen unter Petronilo Castro, welcher durch Regierungstruppen niedergeschlagen wurde. Am 7. Januar 1841 übertrug Ramírez das Amt des Surpemo Director an Juan Lindo.
Norberto Ramírez war der Vater von Mercedes Ramírez de Meléndez, dessen Söhne Carlos und Jorge Meléndez später die Meléndez-Dynastie gründeten.
Als Supremo Director von Nicaragua von 1849 bis 1851 unterzeichnete Vereinbarungen welchen später zum Clayton-Bulwer-Vertrag führten.
| Vorgänger           | Amt                                                                               | Nachfolger                      |
| ------------------- | --------------------------------------------------------------------------------- | ------------------------------- |
| Antonio José Cañas  | Director Supremo der Provinz El Salvador 23. September 1840 bis um 7. Januar 1841 | Juan Lindo                      |
| José Benito Rosales | Director Supremo von Nicaragua 1. April 1849–1. April 1851                        | Justo Abaunza y Muñoz de Avilés |

| Personendaten    | Personendaten                                                      |
| ---------------- | ------------------------------------------------------------------ |
| NAME             | Ramírez Áreas, Norberto                                            |
| KURZBESCHREIBUNG | nicaraguanischer Politiker und 1851 Director Supremo von Nicaragua |
| GEBURTSDATUM     | 1800                                                               |
| GEBURTSORT       | León (Nicaragua)                                                   |
| STERBEDATUM      | 11. Juli 1856                                                      |
| STERBEORT        | León (Nicaragua)                                                   |